# Ирландско-косовские отношения
Ирландско-косовские отношения — двусторонние дипломатические отношения между Ирландией и частично признанным государством Республикой Косово. Парламент Косова в одностороннем порядке провозгласил независимость республики от Сербии 17 февраля 2008 года. Ирландия признала независимость Косова 29 февраля 2008 года.
20 мая 2011 года посол Ирландии в Венгрия Джон Диди вручил верительные грамоты президенту Косова в столице страны, Приштине.

## Беженцы
В 1999 году Ирландия приняла 1000 беженцев из Косова. Это число подверглось критике со стороны Верховного комиссара Организации Объединённых Наций по правам человека Мэри Робинсон, которая назвала это «самодовольством и эгоизмом ирландцев».

## Военная поддержка
Наравне со многими другими государствами Ирландия ещё в период Косовской войны направила миротворцев в Косово. Это был первый раз, когда Ирландия командовала подобными силами в рамках возглавляемой НАТО операции ООН по поддержанию мира и стабильности в регионе. В 2007 году ирландский бригадный генерал Джерри Хегарти принял командование одной из пяти многонациональных целевых групп миротворцев. В полдень 15 апреля 2010 года в Косово состоялась церемония, посвящённая прекращению участия Ирландии в миротворческой миссии «Силы для Косово» (KFOR).